# Commandant Azzedine
Commandant Azzedine, nom de guerre de Rabah Zerari, né le 8 août 1934 à Bejaia, est un officier de l'ALN durant la guerre d'indépendance de l'Algérie.
Il est le chef de la compagnie zonale dite « Commando Ali Khodja » en wilaya IV qui combattit les commandos noirs du général de Bollardière et le 3e RPC de Bigeard.

## Biographie
Rabah Zerari naît le 8 août 1934 à Bougie (Kabylie), son père le laisse orphelin à trois ans, il est élevé par son frère aîné, Saïd, militant du Parti du peuple algérien (PPA). Sa foi dans la patrie algérienne est fortifiée par les violences du 8 mai 1945 à Bône dont il est témoin. Livreur, puis garçon de café. En 1954, Rabah Zerrari a vingt deux ans et une seule passion, le football. Ouvrier soudeur autogène et à l'arc chez Caterpillar, à Alger, pour un salaire mensuel de 18 000 francs, il ne se trouve pas « malheureux » et ne s'est jamais intéressé à la politique. Comme tout le monde, il a entendu parler des événements du 1er novembre et, sans bien en comprendre la signification profonde, il suit les récits des attentats et accrochages des Aurès que font les journaux algérois. Le 5 février 1955, il est contacté par un militant du Clos-Salembier, Abderrahmane Lahla, qui lui demande de participer à la révolution. Rêvant de maquis, de sabotage de routes, Zerrari accepte. Mais comme, dans un premier temps, on ne lui demande que de cotiser pour 5 000 francs par mois, il est un peu déçu et insiste pour passer à l'action. Sans attendre les ordres, il décide de son propre chef d'attaquer au chalumeau le coffre-fort de l'usine Caterpillar où il travaille. Interrompu par des Français armés de fusils de chasse, il prend la fuite mais il est atteint d'une balle à un mollet, il se réfugie au Clos-Salembier, il rejoint ensuite le maquis en wilaya IV, il change d'identité et est formé par le colonel Amar Ouamrane.[réf. nécessaire]
Dès l'été 1955, Rabah Zerari change son nom en Si Azzedine et est nommé responsable politique du secteur de Zbarbar, près de Palestro. Il se fait remarquer par son esprit d'initiative pour faire payer les cotisations du FLN et monter des coups de main. Arrêté le 14 juillet 1956 à l'issue d'un combat désespéré où son unité est encerclée, blessé grièvement, il connaît de rudes conditions de détention à la prison de Tablat d'où il s'évade en octobre en emportant un MAT 49, suivi de 13 détenus. Nommé responsable militaire à la tête de 8 000 hommes de la région de Aïn Bessem, il monte avec succès une série d'embuscades qui le font reconnaître comme un spécialiste de la guérilla. Azzedine hérite, début 1957, de la compagnie zonale dite « Commando Ali Khodja » dans la wilaya IV créée par Ali Khodja. Cette force spéciale est constituée de 120 hommes bien armés et aguerris, dont l'effectif monte jusqu'à 1 200. Azzedine combat contre les commandos noirs du général de Bollardière, d'autant plus dangereux pour l'ALN qu'ils ne torturaient pas et gagnaient des sympathies parmi la population. Économe du sang de ses hommes qui l'admirent et qu'il entraîne pour le combat en montagne, il favorise les actions rapides. Refusant les exactions, il libère un prisonnier et respecte ses adversaires, dont les capitaines de spahis Lebel, père et fils, tués respectivement les armes à la main en avril et mai 1957. Après une victoire à Oued Melah, une grande opération est déclenchée contre lui ayant à sa tête le colonel Bigeard et le 3e RPC. Le 23 mai 1957, au combat d'encerclement d'Agounnenda qui va jusqu’au corps à corps, il laisse sur le terrain une partie de ses hommes qui se sacrifient pour couvrir le repli. De nouveau blessé début 1958, Azzedine se voit confier par le colonel Si M'Hammed le commandement militaire de la wilaya IV. Ce qui lui permet de conclure au bénéfice de l'ALN l'affaire de la « Force K » par ralliement avec armes, de centaines de membres de cette tentative de contre-maquis. Très critique envers les « stratèges en chambre » qui négligent, depuis la Tunisie, la logistique des katibas de l'intérieur, méfiant envers les purges du colonel Amirouche, le 17 novembre 1958, à nouveau blessé (13 blessures en tout), il est fait prisonnier et est salué par des officiers du 3e RPIMA.[réf. nécessaire]
Feignant d'accepter les principes de la « paix des braves », reçu en soldat par le général Massu, bien qu'ayant donné sa parole, il regagne le maquis. Après deux mois et demi de marche, il est porteur à Tunis d'un appel au secours des wilayas. Membre de la délégation algérienne en Chine en mai 1959,  participant actif du Conseil national de la Révolution algérienne (CNRA) de 1959 à 1962, adjoint au chef d'État-Major Général de l'ALN en 1960, il recrée, début 1962, la Zone autonome d'Alger (ZAA) afin de tenir en échec l'OAS. Il aura des contacts fréquents avec le préfet d'Alger Vitalis Cros et avec Michel Hacq, responsables de la « Mission C » pour la lutte contre l'OAS. Le 5 juillet, il déclare Alger ville ouverte alors qu'il est à la tête de 12 bataillons avec un arsenal de 18 000 armes. Peiné par les affrontements fratricides qui ensanglantent les premiers mois de l'indépendante durant la Crise de l’été 1962, il décide de son plein gré de quitter définitivement l'armée de libération et la vie politique. À 28 ans, il commence une nouvelle vie, se marie et fonde une famille.[réf. nécessaire]

### Post-indépendance
Durant la « décennie noire », et avec l'accord de l'ex-président Liamine Zeroual, l'ex-commandant Azzedine s'engage pour recruter des « patriotes », 4 000 volontaires pour combattre le Groupe islamique armé (GIA).
Réapparu en 1997 après une longue absence, comme membre du conseil de la Nation, il démissionne peu après pour animer le CCDR. Il publie en 1976, On nous appelait fellagha, puis Et Alger ne brûla pas en 1980. Coscénariste du film algéro-français C'était la guerre, en avril 2006, il assume la postface de l'ouvrage de Claude Herbie, Ni héros, ni salauds, à propos de 55 témoignages des soldats français du contingent.
Lors de la commémoration du 50e anniversaire des accords d'Évian par la société des amis de L'Humanité à Paris le 13 mars 2012, le commandant Azzedine a déclaré « la Crise de l’été 1962 a été la source de tous nos maux, l'indépendance a commencé par un coup d'État.» Quant à l'écriture de l'histoire en Algérie sur la guerre d'indépendance, « ils veulent l'écrire avec une gomme et non avec un stylo », a-t-il ajouté.
Le 26 février 2015, il est condamné par le tribunal de Chéraga à un an de prison avec sursis pour escroquerie et émission de chèques sans provision.
Le 31 mai 2015, il est condamné à deux ans de prison ferme avec son gendre, 6 mois pour sa fille, et à rembourser la somme de 380 millions de dinars algériens aux victimes des escroqueries.

## Hommage de l'adversaire
Dans son livre de souvenirs, Pour une parcelle de gloire, le général Bigeard cite longuement, nommément, ceux qui ont montré de réelles qualités de soldat, vaillance, courage, rapidité de manœuvre : Laghrour Abbès dans les Nementchas, Mohammed le Balafré à Agounnenda et surtout le commandant Azzedine dont il dira :

« Nous avons rencontré là un adversaire qui, surpris dans une sévère embuscade, réagit vite et courageusement. Il s'est même révélé capable après, quarante-huit heures d'isolement, de faire payer chèrement sa peau. On comprend qu'un tel groupement, commandé par de tels chefs, n'ait jusqu'ici remporté que des victoires. »

Cela explique sans doute la poignée de mains controversée qu'il échangea en direct à la télévision avec le commandant Azzedine.

## Œuvres
- On nous appelait fellaghas, récit-témoignage, Paris, Stock, 1976.
- Alger ne brûla pas, récit, Paris, Stock, 1980. (réédité à Alger 1997).
- C'était la guerre, coauteur avec Jean-Claude Carrière, Plon, 1993
- Coscénariste du film algéro-français : C'était la guerre (1993)